# Taczowskie Pieńki
Taczowskie Pieńki – kolonia w Polsce położona w województwie mazowieckim, w powiecie radomskim, w gminie Zakrzew.
W latach 1975–1998 miejscowość administracyjnie należała do województwa radomskiego.